# اللوز البجلي
اللوز البجلي سمي بهذا الإسم نظراً لعودة أصل زراعته إلى سراة بجيلة ، التي تقع جنوب مدينة الطائف، بالمملكة العربية السعودية، ويزرع كذلك في ترعه و ميسان والباحة وعسير وبعض مناطق المملكة الأخرى. وتكون أشجار اللوز البجلي ذات تيجان متناظرة، وأفرع أفقية وأوراق كبيرة بيضاوية الشكل. أما الثمار فهي حمراء من الداخل وصالحة للأكل بعد نضجها، ولها طعم ومذاق اللوز. ويوجد من اللوز البجلي نوعان، إما لوز حلو أو لوز مر، ويستخدم اللوز الحلو في الغذاء، بينما يستخدم اللوز المر فقط في استخلاص الزيت منه.

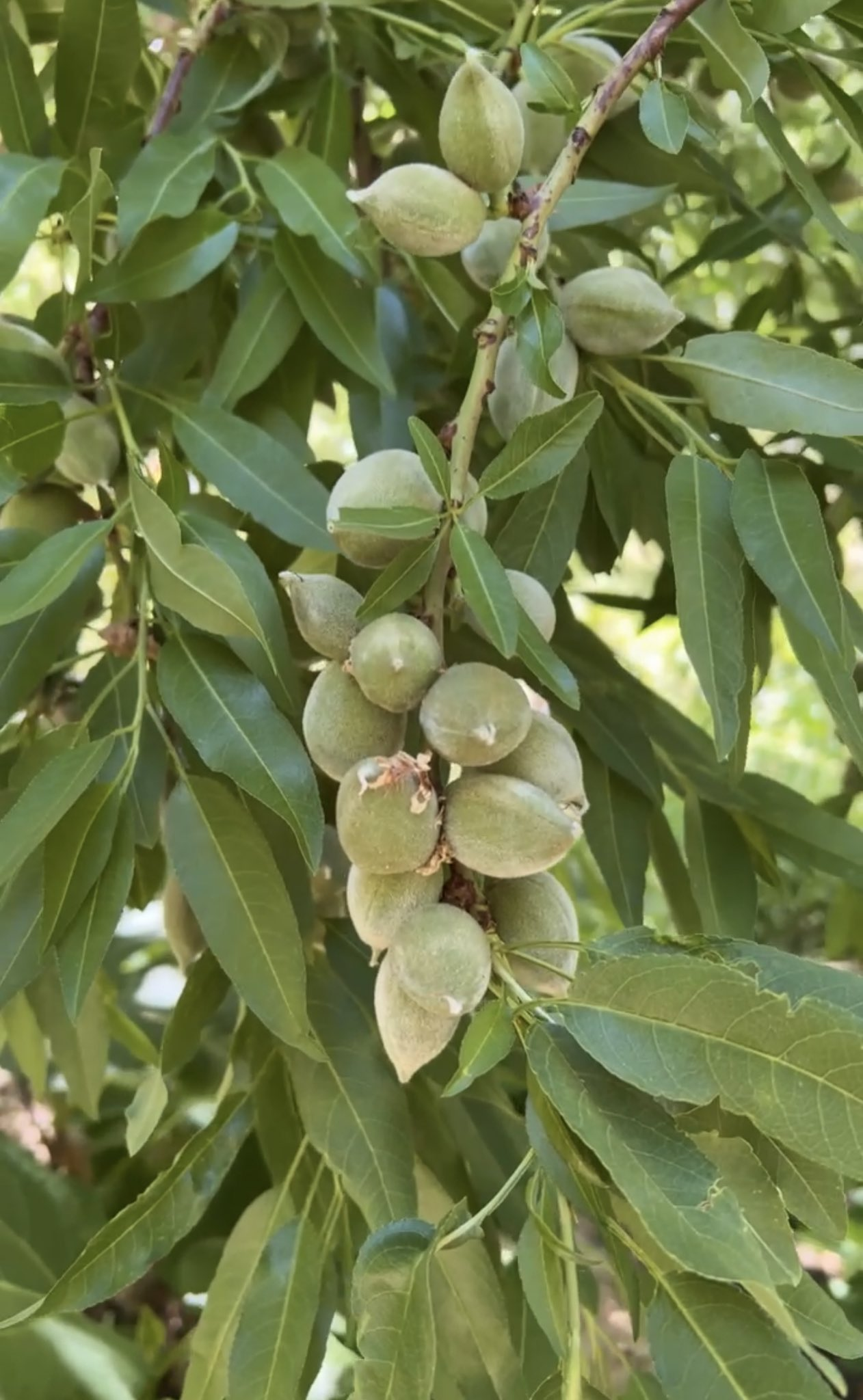
قال الشاعر زعكان المالكي: "ومغرس اللوز لازال ماوجود.. طول الزمن ينتج اللوز الأصلي.. وأكبر شرف مصدره من بجيلة".

يعتبر اللوز البجلي من الأشجار المعمرة، ويبدأ إنتاج ثماره على هيئة أزهار ذات لون أبيض، ثم يكون في لون وردي وقت فصل الربيع.

## فوائد اللوز البجلي:

### 1. صحة العظام
يساعد اللوز البجلي في تعزيز صحة العظام، نظراً لاحتوائه على نسبة عالية من الكالسيوم وفيتامين (د) والمغنيسيوم، لذلك يحمي من هشاشة العظام والتهابات المفاصل.

#### 2. فقدان الوزن
يساعد اللوز البجلي على فقدان الوزن بصورة أسرع من المعتاد، لأنه يحتوي على عدد كبير من الألياف الغذائية التي تزيد الشعور بالبشع، بالإضافة إلى احتوائه على البروتين الذي يعوض الجسم عن احتياجاته الغذائية اليومية ويزيد الكتلة العضلية، وبالتالي تقل نسبة الدهون.

## أرامكو السعودية واللوز البجلي:
وقّعت أرامكو السعودية مذكرة تفاهم مع هيئة تطوير منطقة مكة المكرمة، وجمعية حداد بني مالك التعاونية متعددة الأغراض، وذلك في إطار جهود الشركة في مجال المواطنة والوفاء بالمسؤولية المجتمعية عبر دعم المشاريع الصغيرة بالمملكة. وتهدف المذكرة لدعم الاقتصاد المحلي بالمنطقة من خلال تنفيذ مبادرة لدعم زراعة وإنتاج اللوز البجلي في محافظة ميسان بمنطقة مكة المكرمة.

ووقّع المذكرة عن أرامكو السعودية نائب الرئيس للشؤون العامة، الأستاذ خالد الزامل، وعن هيئة تطوير منطقة مكة المكرمة رئيسها التنفيذي، الأستاذ أحمد العارضي، وعن جمعية حداد بني مالك التعاونية متعددة الأغراض رئيس مجلس إدارتها، الأستاذ محمد بن صالح المالكي.
وبهذه المناسبة، قال الأستاذ خالد الزامل: "ترتبط أرامكو السعودية بعلاقات قوية مع منطقة مكة المكرمة، التي تزخر بموارد طبيعية، وكفاءات وطنية، وموقع إستراتيجي يؤهلها لتكون أحد روافد الاقتصاد المهمة في المملكة، وتفخر الشركة بإطلاق هذه المبادرات النوعية التي تعزّز تمكين الاستثمار في المنتجات الزراعية، وتوفير الفرص الوظيفية. ونحن نعمل مع المؤسسات والهيئات والجمعيات الوطنية لنحصد معًا ثمرة تعاوننا لإيجاد منتجات محلية ذات جودة عالية تلبّي طلبات السوق، وتُسهم في دعم الاقتصاد المحلي. وما تم اليوم، يجسّد قيم أرامكو السعودية، ويعكس مدى نجاح جهودها في الوفاء بمتطلبات المواطنة لخدمة المجتمع ودعم الاقتصاد المحلي بالمنطقة". 
ومن خلال هذه المبادرة، ستقدم أرامكو السعودية الدعم التشغيلي والتدريب المتخصص لما يصل إلى نحو 100 مستفيد و مستفيدة، يشكل ذوو الدخل المحدود الشريحة الأكبر منهم، بهدف تحسين مهاراتهم وكفاءتهم وتمكينهم من الحصول على فرص عمل أكثر استدامة وربحية. وتستهدف المبادرة كذلك الاستفادة من التقنيات الزراعية الحديثة، وإدخال معدات متطورة، ومعايير جودة عالية في عملية زراعة وحصاد وتخزين وتسويق منتجات اللوز البجلي، بما يُسهم في رفع مستوى الإنتاجية والتنافسية والاستدامة البيئية.